# Oscaro
Cet article possède un paronyme, voir Oscar.
Oscaro est une entreprise française de commerce électronique qui exploite le site Internet Oscaro.com en France. Lancée en 2003, l’entreprise est spécialisée dans la vente de pièces automobiles neuves et d’origine en provenance d'équipementiers ou de grossistes automobiles.
Présente dans six pays (France, Espagne, Belgique, Portugal, Italie et Allemagne), la société emploie environ 600 personnes. Elles sont réparties sur les sites de Paris, Gennevilliers, Cergy, Argenteuil en France et à Barcelone en Espagne.

## Histoire
En 1999, Pierre-Noël Luiggi, après des études à Sciences Po et une première expérience en tant que dirigeant de PME à Bastia, cherche une nouvelle activité à Paris. Alors qu’il envisage le rachat de deux PME, on lui arrache le rétroviseur de son Land Rover Freelander dans la rue. Il cherche en vain un rétroviseur de rechange pour sa voiture sur Internet, et décide début 2000, de « créer le premier distributeur mondial de pièces automobiles sur Internet »,,. Face aux prix élevés des pièces détachées et aux délais d’approvisionnement, il imagine avec Véronique Campbell un service de vente en ligne de pièces détachées à prix réduit. Le site internet Oscaro.com est lancé en mars 2003, après trois ans de négociations avec le GIE européen pour obtenir l'accès à ses produits et à sa base de données techniques.
En 2005, l'entreprise atteint son premier million d’euros de chiffre d’affaires. L'année suivante, le site Oscaro Recambios est lancé en Espagne.
En octobre 2011, le fondateur d'Oscaro Pierre-Noël Luiggi fait partie de la délégation française au sommet G20 Young Entrepreneur Summit.
En octobre 2015, Oscaro devient actionnaire de Temot International, un important groupement international d'achats dans l'après-vente automobile.
En avril 2016, Oscaro ouvre son service à la Belgique auprès de la communauté francophone.
Aux États-Unis, après avoir ouvert un centre de recherche en Californie en 2012, Oscaro se lance en avril 2013 sur le marché américain sous le nom Us.Oscaro.com puis Oscaroparts.com.
En 2018, Oscaro est touché par de nombreuses rumeurs circulant sur Internet, notamment sur Facebook. Plusieurs internautes affirment que l'entreprise serait « en pleine tourmente financière », aurait cessé de livrer ses clients et serait en plein dépôt de bilan. Ces affirmations forcent la société à prendre la parole afin de les démentir, les qualifiant d’infox, le fondateur Pierre-Noël Luiggi dénonçant « une pure fausse nouvelle propagée par des concurrents ». La société annonce peu après qu'elle déposera plainte avec constitution civile contre les auteurs de cette fausse information,.
En septembre 2018, Oscaro annonce une levée de 30 millions d'euros auprès du groupe Autodistribution pour une prise de participation de 4,95 %.
En novembre 2018, Oscaro est racheté par Digital Auto Parts Holding, filiale de Parts Holding Europe (PHE) (dont l'actionnaire est Bain Capital), qui prend 82,5 % de la société en apportant 55 millions d’euros,. Pierre-Noël Luiggi quitte la direction au profit de Philippe Nobile (par transition) mais reste actionnaire à 17,5 %. En avril 2019, Jan Löning est nommé directeur général de l’entreprise.
La présidence est confiée à Séphane Antiglio, Président de PHE.
En 2021, Patrick Desmasures est nommé directeur général d’Oscaro. 
En février 2022, après deux échecs lors de tentatives d'introduction en bourse de PHE, Bain Capital décide de céder le groupe, dont Oscaro au Belge D'Ieteren, propriétaire de la société Carglass. 

## Activité
Oscaro.com est spécialisé dans la vente de pièces automobile neuves et d'origine en provenance d'équipementiers ou de grossistes automobiles. Le nom OSCARO a été créé en ajoutant au mot anglais car (voiture) une roue (o) devant et derrière. À sa création, son fondateur souhaite faire d’Oscaro « le Google de la pièce auto ».
À l'origine, Oscaro ne stocke pas les produits vendus, mais les achète aux grossistes pour les distribuer directement aux clients.
En 2016, le catalogue Oscaro présente 750 000 références de pièces à ses clients, en provenance de 150 fournisseurs. Plus de 20 000 colis sont expédiés chaque jour.
En 2017, Oscaro est présent sur le marché français, espagnol, belge et américain.
En 2021, le site de vente en ligne de pièces auto s'attaque au marché allemand[source secondaire nécessaire]. 

### Infrastructures
À sa création, l’entreprise dispose de locaux administratifs et d’un entrepôt de 10 000 m2 à Gennevilliers, qui hébergent également près de deux cents techniciens qui renseignent les clients,.
Depuis 2016, Oscaro exploite un second entrepôt de 22 000 m2 à Cergy-Pontoise.

### Marketing sportif
Originaire de Bastia, le fondateur de la société a, dès les premières années d’activité d’Oscaro, décidé d’investir dans divers clubs et associations sportives de sa région. En 2016, il crée le Team Oscaro, l'entité regroupant les équipes, les athlètes et les événements soutenus par la société. L'Équipe cycliste Fortuneo-Oscaro est sponsorisée en 2017,.
En 2018, Oscaro annonce son partenariat avec la nouvelle Coupe du Monde FIA des voitures de tourisme et en devient le sponsor titre. Elle soutient également de nombreux pilotes de cette compétition tels que John Filippi (pilote WTCR), Pepe Oriola, ou encore Tiago Monteiro. La société pose aussi sa marque sur le Championnat d'Europe des rallyes et en devient l'un des sponsors pour les deux saisons suivantes. L'entreprise est également présente dans le monde du football avec le SC Bastia et dans celui de l'esport avec l'équipe Oscaro ESPORTS by SDL.
En 2022, Oscaro participe au GP Explorer, une course d'exhibition de Formule 4 sur le circuit Bugatti du Mans, réunissant 22 personnalités d'Internet. Organisé par le vidéaste Squeezie, l'évènement est diffusé sur la plateforme de streaming Twitch. Pour l’occasion, Oscaro sponsorise l’équipe composée des créateurs de contenu Valouzz et Depielo.  